# Blandainville
Blandainville és un municipi francès, situat al departament de l'Eure i Loir i a la regió de Centre – Vall del Loira. L'any 2007 tenia 264 habitants.

## Demografia

### Població
El 2007 la població de fet de Blandainville era de 264 persones. Hi havia 90 famílies, de les quals 24 eren unipersonals (8 homes vivint sols i 16 dones vivint soles), 29 parelles sense fills, 29 parelles amb fills i 8 famílies monoparentals amb fills.
La població ha evolucionat segons el següent gràfic:
Habitants censats

### Habitatges
El 2007 hi havia 101 habitatges, 89 eren l'habitatge principal de la família, 8 eren segones residències i 4 estaven desocupats. 93 eren cases i 4 eren apartaments. Dels 89 habitatges principals, 69 estaven ocupats pels seus propietaris, 16 estaven llogats i ocupats pels llogaters i 4 estaven cedits a títol gratuït; 7 tenien una cambra, 4 en tenien dues, 27 en tenien tres, 26 en tenien quatre i 26 en tenien cinc o més. 68 habitatges disposaven pel capbaix d'una plaça de pàrquing. A 43 habitatges hi havia un automòbil i a 41 n'hi havia dos o més.

### Piràmide de població
La piràmide de població per edats i sexe el 2009 era:
| Homes | Edats   | Dones |
| ----- | ------- | ----- |
| 0     | 95 o +  | 0     |
| 4     | 90 a 94 | 4     |
| 8     | 85 a 89 | 8     |
| 8     | 80 a 84 | 4     |
| 0     | 75 a 79 | 4     |
| 0     | 70 a 74 | 4     |
| 12    | 65 a 69 | 4     |
| 4     | 60 a 64 | 8     |
| 8     | 55 a 59 | 8     |
| 4     | 50 a 54 | 4     |
| 4     | 45 a 49 | 8     |
| 12    | 40 a 44 | 20    |
| 4     | 35 a 39 | 4     |
| 8     | 30 a 34 | 4     |
| 4     | 25 a 29 | 4     |
| 4     | 20 a 24 | 8     |
| 4     | 15 a 19 | 0     |
| 4     | 10 a 14 | 4     |
| 0     | 5 a 9   | 8     |
| 4     | 0 a 4   | 4     |

## Economia
El 2007 la població en edat de treballar era de 136 persones, 103 eren actives i 33 eren inactives. De les 103 persones actives 94 estaven ocupades (57 homes i 37 dones) i 9 estaven aturades (3 homes i 6 dones). De les 33 persones inactives 18 estaven jubilades, 3 estaven estudiant i 12 estaven classificades com a «altres inactius».

### Ingressos
El 2009 a Blandainville hi havia 88 unitats fiscals que integraven 201 persones, la mediana anual d'ingressos fiscals per persona era de 21.211 €.

### Activitats econòmiques
Dels 9 establiments que hi havia el 2007, 1 era d'una empresa de fabricació d'altres productes industrials, 4 d'empreses de construcció, 1 d'una empresa de transport, 1 d'una empresa d'informació i comunicació, 1 d'una entitat de l'administració pública i 1 d'una empresa classificada com a «altres activitats de serveis».
Dels 2 establiments de servei als particulars que hi havia el 2009, 1 era una fusteria i 1 lampisteria.
L'any 2000 a Blandainville hi havia 10 explotacions agrícoles.

## Equipaments sanitaris i escolars
L'únic equipament sanitari que hi havia el 2009 era un hospital de tractaments de mitja durada (seguiment i rehabilitació).

## Poblacions més properes
El següent diagrama mostra les poblacions més properes.